# 荒久古墳
荒久古墳（あらくこふん）は、千葉県千葉市中央区青葉町の県立青葉の森公園の一角にある、古墳時代終末期（7世紀）ころに築造された古墳。1960年（昭和35年）に千葉市文化財（区分：記念物、種別：史跡）に指定された。南に横穴式石室が開口するため「石の唐戸」ともいわれる。

## 概要
墳丘はかなり改変されているが、方墳である。現状では1辺が9メートル。周溝部をみると、一辺20メートルに達していたと思われる。石室は凝灰質性砂岩の切石積みで、短い羨道と玄室からなる。玄室は、長さ2.07メートル、奥壁の幅1.4メートル、入り口の幅1.2メートルである。内部には凝灰質砂岩製の横穴式石室を設け、床面は粘土を敷いて両隅に排水口を開ける。
1891年（明治24年）の発掘で見つかった出土品は散逸してしまったが、1959年（昭和34年）に再度発掘された時には、琥珀製の棗玉（なつめだま）3個のほか、馬具破片や人骨1体分が発見された。
墳丘の外形、石室の構造など、大陸墓制の影響を強くうけており、古墳時代最終末の様相を示しているともいえる。

## 参考図書
- 千葉市史編纂委員会『千葉市史 第一巻』千葉市、1974年3月31日。
- 千葉県文化財センター『千葉県文化財センター調査報告第153集 千葉市荒久遺跡（1）-千葉県立中央博物館野外観察地建設に伴う埋蔵文化財発掘調査報告書-』千葉県教育委員会、1989年3月31日。